# Jean-Luc Maxence
Pour les articles homonymes, voir Maxence.
Jean-Luc Maxence, né le 3 juin 1946 à Paris et mort le 5 décembre 2024,, est un poète, écrivain et éditeur français.
Il dirige une association nationale de prévention des toxicomanies, le Centre Didro (Paris), et présidé la délégation française de l'Association européenne de psychanalyse.
Son activité éditoriale à la maison Nouvel Athanor qu'il dirige est orientée vers la défense de la poésie contemporaine tout comme les revues qu'il a fondées Présence et Regards, et Les Cahiers du sens. Il publie plusieurs recueils de poésie ainsi que des essais sur la toxicomanie.
En 2015, il fonde et dirige le magazine Rebelle(s), bimestriel édité par le Nouvel Athanor.
Il est le fils de Jean-Pierre Maxence.

## Publications (liste non exhaustive)
- Le Ciel en cage, Paris, Le Cerf volant, 1970
- Raz le cœur, Paris, Éditions Saint-Germain-des-Prés, 1972
- Révolte au clair, frontispice de Dan Solojoff, Paris Librairie Saint-Germain-des-Prés, 1973
- Bilka, notre histoire, Paris, Éditions de l'Athanor, 1975
- Croix sur table, poésie, suivi de Aux déserteurs de la poésie, essai, orné par Ghislaine Amon, Paris, Éditions Saint-Germain-des-Prés, 1976
- L'Ombre d'un père, Éditions Libres/Hallier, 1978
- La Mystérieuse Prophétie de saint Malachie ou Les Derniers Papes de la fin du monde, Paris, Oswald, 1979
- L'Anti-psychiatre et le Toxicomane: 16 ans de cheminement thérapeutique, le Centre DIDRO, Paris, Fleurus, 1989
- La Métaprévention au temps du sida, Paris, Le Nouvel Athanor, 1991
- Ô séropositifs, Paris, Le Nouvel Athanor, 1994
- Les Écrivains sacrifiés des années sida, Paris, Bayard-Centurion, 1995
- (éd.), Anthologie de la poésie mystique contemporaine, Paris, Presses de la renaissance, 1999
- Le Secret des apparitions et des prophéties mariales, Paris, Éditions de Fallois ; Lausanne, Éditions de l'Âge d'Homme, 2000
- René Guénon. Le Philosophe invisible, Paris, Presses de la Renaissance, 2001
- L'Égrégore. L'Énergie psychique collective, Paris, Éditions Dervy, 2003
- Jung est l'avenir de la franc-maçonnerie, préf. de Bruno Étienne, Paris, Dervy, 2004
- (éd.), Anthologie de la poésie maçonnique et symbolique (XVIIIe, XIXe et XXe siècles), textes réunis par Jean-Luc Maxence, Élisabeth Viel ; préface d'Alain-Jacques Lacot, avant-dire de Jean-Luc Maxence ; postface de Jean-François Pluviaud, Paris, éd. Dervy, 2007
- La Loge et le Divan, Dervy, 2008
- Anthologie de la prière contemporaine, Presses de La Renaissance, 2009
- Le Pèlerin d'Eros, roman, Paris, éd. du Rocher, 2009
- L'Athanor de poètes, anthologie 1991-2011, en collaboration avec Danny-Marc, éd. Le Nouvel Athanor, 2011
- Soleils au poing, poèmes, préface P. Delbourg, Le Castor Astral, 2011
- Le Crabe, l'Ermite et le Poète, éditions Pierre Guillaume de Roux, 2012
- Dictionnaire comparatif : C. G. Jung et la franc-maçonnerie, éd. Dervy, 2012
- La Franc-maçonnerie, Bouquins, 1179 p., 2013
- Légendes maçonniques. Imaginaire et Psychanalyse, avec Frédéric Vincent, éd. Dervy, 2015